# Nemocnice Jilemnice
Jilemnická nemocnice, původním názvem Masarykova městská nemocnice v Jilemnici (zkráceně MMN Jilemnice) je zdravotnické zařízení poskytující zdravotní péči v Libereckém kraji, okres Semily. MMN Jilemnice je jednou ze 2 nemocnic sloučených roku od roku 2017 do akciové společnosti MMN, a.s., druhou je pak Nemocnice s poliklinikou Semily.

## Charakteristika
MMN a.s., pod níž nemocnice spadá je vlastněná městy Semily, Jilemnice a částečně Libereckým krajem. Nemocnice má oprávnění k provádění vzdělávání v základním pro všechny akutní lůžkové obory do roku 2024. Ve vzdělávání zde mohou pokračovat absolventi LF v oborech ortopedie, gynekologie-porodnictví, pediatrie, chirurgie, neurologie, ARO a interna. Nemocnice Jilemnice disponuje 180 lůžky v 6 lůžkových odděleních.

### Oddělení lůžková
- Anesteziologicko-resuscitační
- Dětské a novorozenecké oddělení
- Gynekologicko-porodnické oddělení
- Chirurgické oddělení
- Interní oddělení
- Neurologické oddělení

### Oddělení nelůžková
- Hemodialyzační oddělení
- Oddělení nukleární medicíny
- Radiodiagnostické oddělení
- Rehabilitační oddělení
- Oddělení centrálních operačních sálů a sterilizace
- Oddělení centrálních laboratoří
- Lékárna[3]

## Historie
Budova nemocnice byla postaven v roce 1934 a v témže roce byla budova zkolaudována a byl zahájen provoz. Vznik MMN Jilemnice můžeme tedy datovat přesně na 17. duben 1934. Po konci 2. sv. války došlo ke změně v uspořádání oddělení a modernizaci, k dalšímu rozšiřování docházelo v 50. letech 20. stol., kdy přibyla transfuzní stanice a centrální biochemická laboratoř. Další rozšiřování začalo v 80. letech a dokončeno bylo až po roce 1989.
V roce 1992 byl zrušen OÚNZ Semily a nemocnice získala samostatnost. V novém tisíciletí čerpala nemocnice finanční prostředky z fondů EU na obnovu vybavení a modernizaci. V roce 2014 obdržela nemocnice titul Nejlepší nemocnice Libereckého kraje za rok 2014 dle průzkumu společnosti HealthCare Institute (hodnocení ambulantních pacientů).